# Vion (Ardèche)
Vion ist eine französische Gemeinde mit 932 Einwohnern (Stand: 1. Januar 2022) im Département Ardèche in der Region Auvergne-Rhône-Alpes. Sie gehört zum Arrondissement Tournon-sur-Rhône und zum gleichnamigen Kanton Tournon-sur-Rhône. Die Bewohner werden Vionnais und Vionnaises genannt.
Vion grenzt im Norden an Arras-sur-Rhône, im Nordosten an Serves-sur-Rhône, im Osten an Érôme, im Südosten an Gervans, im Süden an Ardèche und im Westen an Sécheras.

## Bevölkerungsentwicklung
| Jahr                       | 1962 | 1968 | 1975 | 1982 | 1990 | 1999 | 2008 | 2014 | 2020 |
| -------------------------- | ---- | ---- | ---- | ---- | ---- | ---- | ---- | ---- | ---- |
| Einwohner                  | 560  | 506  | 541  | 596  | 701  | 753  | 885  | 942  | 944  |
| Quellen: Cassini und INSEE |      |      |      |      |      |      |      |      |      |

## Sehenswürdigkeiten

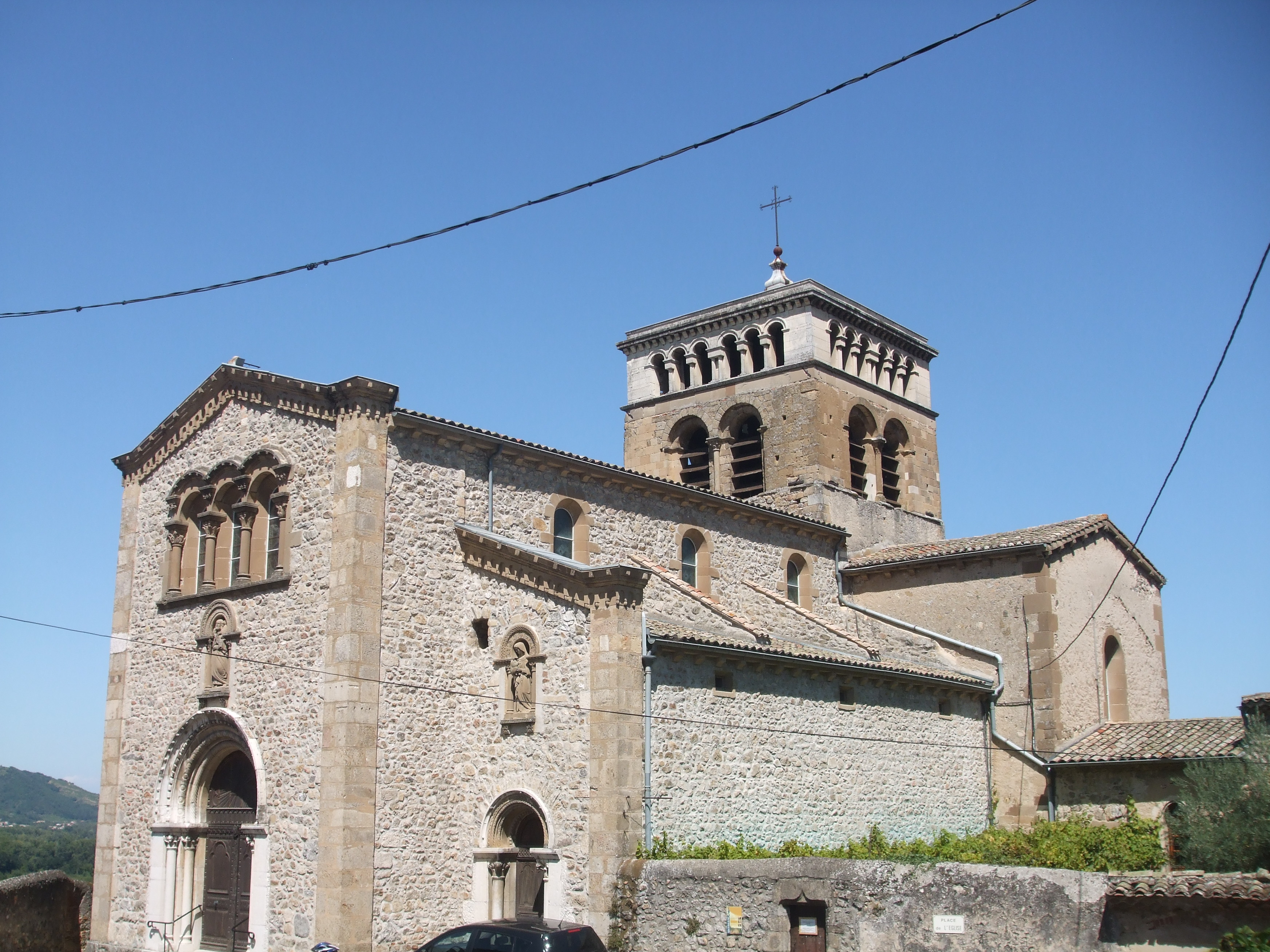
Kirche Saint-Martin

- Kirche Saint-Martin aus dem 11. und 12. Jahrhundert, seit 1910 als Monument historique klassifiziert

## Weinbau
Die Rebflächen in Vion sind Teil des Weinbaugebietes Côtes du Rhône.